# Мочуров, Атанас
Атанас Мочуров (болг. Атанас Савов Мочуров-Сломер, 12 мая 1931 — 1 июля 2022) — болгарский писатель — поэт, прозаик, литературный критик, драматург и публицист, политик — был депутатом Великого Национального Собрания. Член Союза болгарских писателей. Жил в Варне.

## Биография
Атанас Мочуров родился 12 мая 1931 года в селе Поликраиште общины Горна-Оряховица, но вырос в селе Сломер Великотырновской области. Окончил филологический факультет Софийского университета. Работал учителем и редактором. С 1967 года жил в Варне. Работал в книжном издательстве "Георгий Бакалов", на Радио Варна и в альманахе "Простори".
Умер 1 июля 2022 года.

## Творчество
Автор литературных обзоров Славейко Чамурлийского — "Я жил в облаках" и "Александр Геров" (1970). Книги стихов: «Доверие» (1960), «Стихи» (1963), «Я иду навстречу тебе» (1968), «Но жизнь прекрасна» (1972), «Кто остановит дождь» (1976), «Я все простил» (1977), «Я так живу» (1981, избрано), «Обручальные кольца» (1983) и др.; романы: «Мама, ты плакала», «Последнее Отечество» (1977, 1980), «Укажи мне дорогу домой» (1982), «Боли просыпаются ночью», «А над бездной небо» (1983) и др.; книги для детей: «Веселые петухи», «Украденная бабушка», «Хитрый Петр» и др.; кукольные спектакли: «Золотой дельфин», «Что лучше», «Похищение старой девы» и др. Автор книг «Сезон иллюзий окончен» (1994 г.), «Утром в слезах» (1995 г.), «Словарь рифм на болгарском языке: практическое пособие для профессионалов и начинающих» (1999 г.), «Книги для болгарского народа» (2002) и др.